# Henricosbornia
Henricosbornia — вимерлий рід Notoungulate. Він жив з пізнього палеоцену до середнього еоцену на території Південної Америки.

## Опис
Цю тварину в основному знають за скам’янілими зубами, тому будь-яка її реконструкція є лише гіпотетичною. Зубний ряд Henricosbornia був примітивним: у них не було діастеми, а моляри та премоляри мали низьку коронку (брахідонт). Усі верхні корінні зуби трикутні в розрізі, без гіпоконуса. Гребінь тригоніда був скошеним, а метаконід вищий за протоконід. Ентоконід був заднім і мав форму поперечного гребеня. Вид Henricosbornia lophodonta демонструє велику внутрішньовидову мінливість морфології металофа.